# José Herrada
Herrada  López est un nom espagnol. Le premier nom de famille, en général paternel, est Herrada ; le second, en général maternel, souvent omis, est López.
José Herrada López, né le 1er octobre 1985 à Cuenca, est un coureur cycliste espagnol, professionnel de 2006 à 2023. Son frère Jesús est également coureur.

## Biographie
José Herrada commence sa carrière professionnelle en 2006 au sein de l'équipe Viña Magna-Cropu. En août 2007, il se classe deuxième du Tour des Pyrénées. Le mois suivant, avec l'équipe d'Espagne espoirs, il gagne une étape du Tour de l'Avenir, dont il prend la onzième place finale, et participe au championnat du monde sur route espoirs où il se classe 24e.
En 2008, il court pour l'équipe Contentpolis-Murcia, qui devient Contentpolis-Ampo en 2009. Ses meilleurs résultats cette année-là sont la troisième place de la Klasika Primavera et la sixième place du Tour des Asturies.
En 2010, José Herrada rejoint la nouvelle équipe Caja Rural. Il remporte une étape du Tour du Portugal en août et obtient des places d'honneur au Tour de Normandie (3e), au Circuito Montañés (4e), au Tour des Asturies (6e), au Tour de la communauté de Madrid (7e), à la Classique d'Ordizia (8e), à la Klasika Primavera et à la Subida al Naranco (10e). En fin de saison, il remporte le Cinturó de l'Empordà.
Il rejoint en 2012 l'équipe Movistar. Il dispute le Tour d'Italie, son premier grand tour, qu'il termine à la 44e place.
À l'issue de la saison 2013, le contrat qui le lie à Movistar est prolongé pour les deux années suivantes.
Au Tour d'Italie 2014, il est équipier de Nairo Quintana, vainqueur de la course. Herrada en prend la 23e place. En juillet, il est troisième de la Prueba Villafranca de Ordizia. Le mois suivant, il prend le départ du Tour d'Espagne, en tant qu'équipier d'Alejandro Valverde et Nairo Quintana. Avec ses coéquipiers, il gagne la première étape, un contre-la-montre par équipes. Initialement présélectionné pour les championnats du monde 2014, il n'est finalement pas retenu.
En 2017 il est présélectionné pour participer aux championnats d'Europe de cyclisme sur route.
Testé positif au SARS-CoV-2, Herrada est non-partant lors de la dixième étape du Tour d'Espagne 2022. En octobre, Cofidis annonce l'extension du contrat d'Herrada jusqu'en fin d'année 2023. Herrada indique de son côté arrêter sa carrière à l'issue de cette année supplémentaire.

## Palmarès et classements mondiaux

### Palmarès
- 2007
  - 6e étape du Tour de l'Avenir
  - 2e du Tour des Pyrénées
- 2009
  - 3e de la Klasika Primavera
- 2010
  - 5e étape du Tour du Portugal
  - Cinturó de l'Empordà :
    - Classement général
    - 2e étape

  - 3e du Tour de Normandie
- 2014
  - 1re étape du Tour d'Espagne (contre-la-montre par équipes)
  - 3e de la Classique d'Ordizia
- 2015
  - Klasika Primavera
- 2016
  - 3e du Circuit de Getxo

### Résultats sur les grands tours

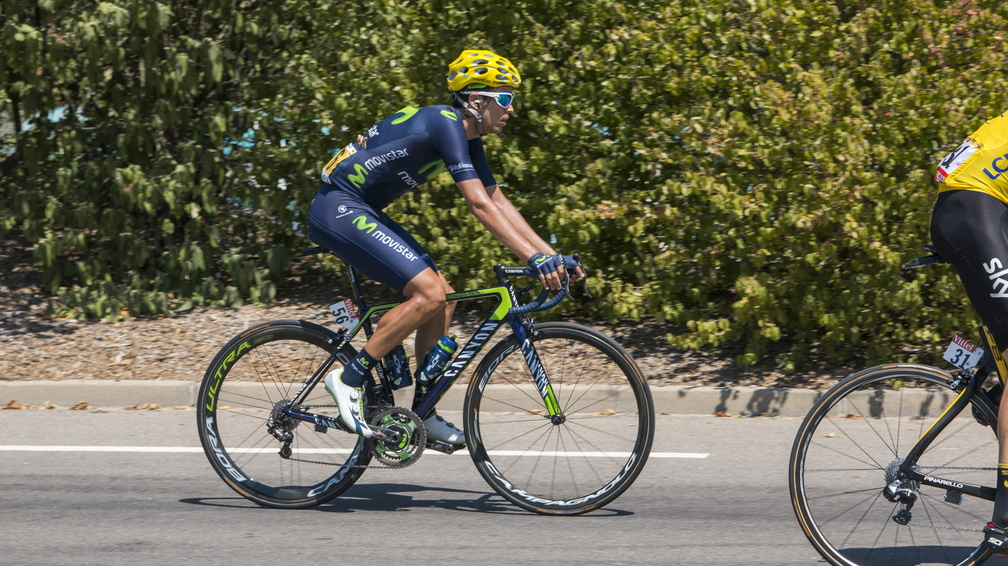
José Herrada durant le Tour de France 2015

#### Tour de France
1 participation
- 2015 : 65e

#### Tour d'Italie
5 participations
- 2012 : 44e
- 2013 : 24e
- 2014 : 23e
- 2016 : 62e
- 2017 : 61e

#### Tour d'Espagne
9 participations
- 2013 : 12e
- 2014 : 32e, vainqueur de la 1re étape (contre-la-montre par équipes)
- 2016 : 91e
- 2018 : 57e
- 2019 : 75e
- 2020 : 26e
- 2021 : 57e
- 2022 : non-partant (10e étape)
- 2023 : 132e

### Classements mondiaux
| Année                                 | 2007 | 2008  | 2009 | 2010 | 2011 | 2012 | 2013 | 2014 | 2015 | 2016 | 2017 | 2018  | 2019 | 2020 | 2021  | 2022  | 2023  |
| ------------------------------------- | ---- | ----- | ---- | ---- | ---- | ---- | ---- | ---- | ---- | ---- | ---- | ----- | ---- | ---- | ----- | ----- | ----- |
| UCI World Tour                        |      |       |      |      |      | 230e | 103e | nc   | nc   | nc   | 251e | nc    |      |      |       |       |       |
| Classement mondial                    |      |       |      |      |      |      |      |      |      | 674e | 392e | 818e  | 670e | 793e | 1075e | 1028e | 2700e |
| UCI Europe Tour                       | 354e | 1198e | 270e | 77e  | 206e |      |      |      |      | 461e | 303e | 1672e | 494e | 633e | 797e  | 738e  | nc    |
|                                       |      |       |      |      |      |      |      |      |      |      |      |       |      |      |       |       |       |
| Légende : nc = non classéSource : UCI |      |       |      |      |      |      |      |      |      |      |      |       |      |      |       |       |       |